# James Donald Barnes
James Donald Barnes (* 12. Juli 1907 in Stourbridge; † 10. Juni 1970 in Birmingham) war ein britischer Autorennfahrer und der jüngere Bruder von Frank Stanley Barnes.

## Karriere als Rennfahrer
James Donald Barnes war zwischen 1928 und 1938 als Rennfahrer aktiv. Zehnmal startete er bei der RAC Tourist Trophy, wo der vierte Gesamtrang 1937 seine beste Platzierung im Schlussklassement war. Das Rennen gewann Gianfranco Comotti auf einem Talbot T150C. Barnes fuhr einen Singer 9 Le Mans. Er fuhr regelmäßig auf der Rennbahn von Brooklands und war viermal beim 24-Stunden-Rennen von Le Mans gemeldet. Da das Rennen 1936 abgesagt wurde, nahm er dreimal an der Veranstaltung teil. Immer war sein Landsmann Tommy Wisdom sein Teamkollege. Beste Platzierung war der 18. Rang 1934.

## Statistik

### Le-Mans-Ergebnisse
| Jahr | Team            | Fahrzeug                 | Teamkollege  | Platzierung | Ausfallgrund  |
| ---- | --------------- | ------------------------ | ------------ | ----------- | ------------- |
| 1934 | Singer Ltd.     | Singer 9 Le Mans         | Tommy Wisdom | Rang 18     |               |
| 1935 | Singer Ltd.     | Singer 9 Le Mans Replica | Tommy Wisdom | Ausfall     | Starter       |
| 1938 | Team Autosports | Singer 9 Le Mans Replica | Tommy Wisdom | Ausfall     | Antriebswelle |